# Allaines-Mervilliers
Allaines-Mervilliers – miejscowość i dawna gmina we Francji, w Regionie Centralnym, w departamencie Eure-et-Loir. W 2013 roku populacja ówczesnej gminy wynosiła 348 mieszkańców. 
W dniu 1 stycznia 2019 roku z połączenia trzech ówczesnych gmin – Allaines-Mervilliers, Janville oraz Le Puiset – powstała nowa gmina Janville-en-Beauce. Siedzibą gminy została miejscowość Janville. 